# Thierry Berhabé
Thierry Berhabe (né le 20 juin 1982 à Saint-Palais, dans les Pyrénées-Atlantiques) est un joueur français de rugby à XV ayant évolué au poste de pilier, notamment au sein du F.C. Oloron rugby (1,83 m pour 110 kg).

## Carrière

### Clubs successifs
- Jusqu'en 2000 : Stade navarrais
- 2000-2002 : Section paloise
- 2002-2004 : US Dax
- 2004-2007 : FC Oloron
- 2007-2008 : Stade aurillacois
- 2008-2009 : FC Auch
- 2009-2011 : US Orthez
- 2011-2017 : FC Oloron

## Palmarès

### En club
- Champion de France Reichel : 2001

### En équipe nationale
- Équipe de France -21 ans  2002/2003 : Tournoi des Cinq nations, championnat du monde en Angleterre
- Équipe de France Amateur (de 2004 à 2007), 2014/2015,2015/2016